# Roger Vétillard
Pour les articles homonymes, voir Vétillard.
Roger Vétillard, né le 21 septembre 1944 à Sétif, est un médecin et écrivain français.
Passionné par l'histoire de l'Algérie coloniale, il y consacre des recherches en autodidacte depuis 1995. Il est l'auteur de nombreux ouvrages sur cette période, en particulier sur les massacres de 1945 et de 1955 dans le Constantinois.

## Biographie

### Enfance et formation

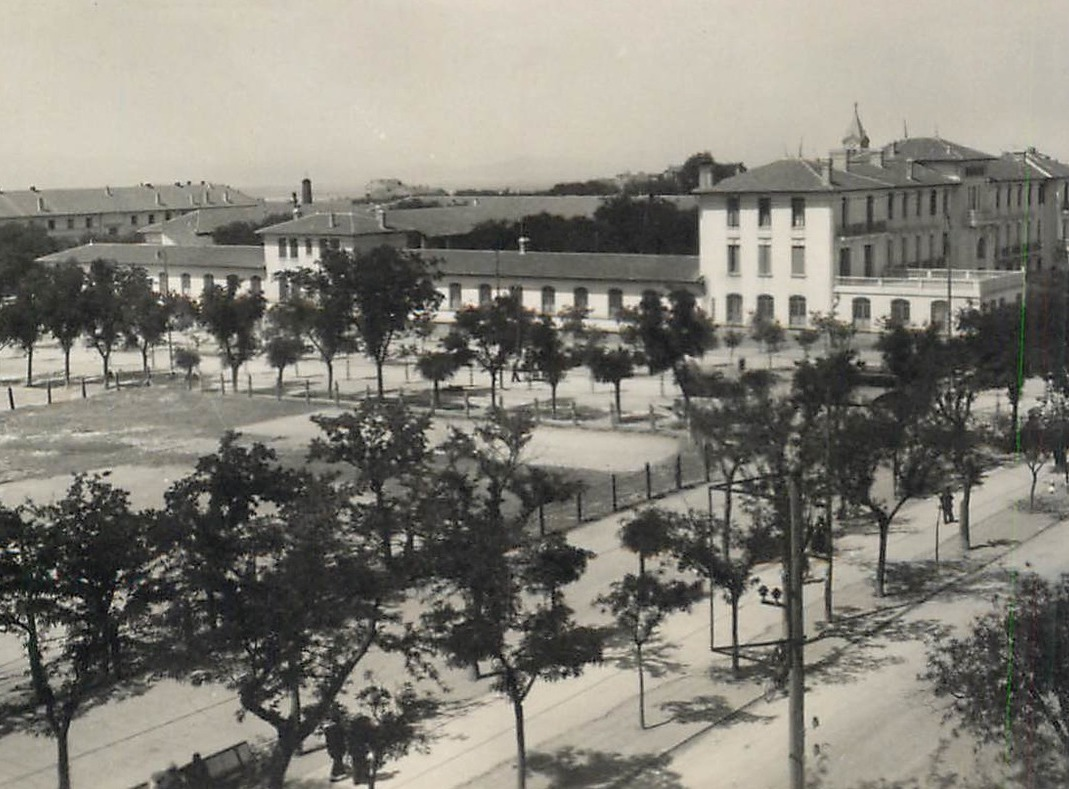
Lycée Albertini à Sétif (Algérie).

Roger Vétillard est né à Sétif en Algérie française.

### Carrière
Il est maire adjoint de Quint-Fonsegrives (1983-2014)

### Travaux

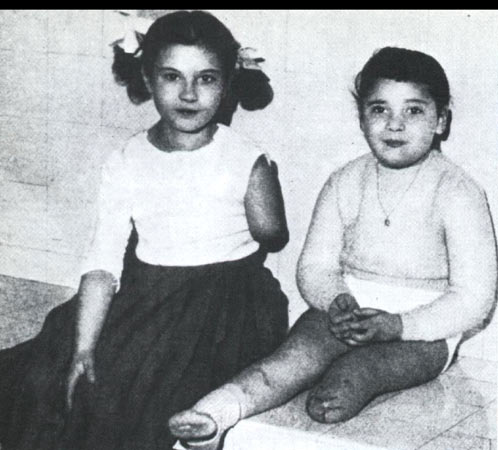
Nicole Guiraud (10 ans) et Danielle Michel-Chich (4 ans), amputées à la suite de l'attentat du Milk-Bar perpétré par le réseau bombes de Yacef Saâdi en 1956.

Ses travaux s'inscrivent dans une historiographie pied-noire recherchant l'objectivité..
Son premier livre en 2008 recense des faits liés aux massacres de mai 1945 à Sétif, sa ville natale, et propose de nouveaux éléments,.
D'après Gilbert Meynier, l'analyse de Roger Vétillard va parfois à rebours de certaines représentations de la guerre d'Algérie mais n'en reste pas moins à prendre en compte..